# Distrikt Dibis
Der Distrikt Dibis (قضاء الدبس) (kurdisch قه زای دوبز) ist ein Distrikt im Nordwesten Kirkuks, Irak. Der Sitz der Verwaltung des Distrikts ist die Stadt Dibis. Die größte Siedlung ist Altin Köprü. Kurden, Araber und Turkmenen bilden die Bevölkerungsmehrheit.
| Unterbezirk  | Bevölkerung (2008) |
| ------------ | ------------------ |
| Markaz Dibis | 29.696             |
| Altun Kupri  | 53.472             |
| Sargaran     | 11.998             |
| Total        | 95.166             |